# Tsaravary
Tsaravary is een plaats en gemeente in Madagaskar gelegen in het district Mananjary van de regio Vatovavy-Fitovinany. Er woonden bij de volkstelling in 2001 ongeveer 27.000 mensen.
In de plaats is basisonderwijs beschikbaar. 54% van de bevolking is landbouwer. Het belangrijkste gewas is rijst, maar er wordt ook lychee, cassave en aardappelen verbouwd. 1% van de bevolking is werkzaam in de dienstensector en de overige 45% voorziet in zijn levensbehoefte via de visserij.